# Shake It Up (singolo The Cars)
Shake It Up è un singolo del gruppo musicale statunitense The Cars, pubblicato il 9 novembre 1981 come primo estratto dall'album omonimo.

## Successo commerciale
Il singolo ottenne successo a livello mondiale.

## Video musicale
Il videoclip mostra i componenti del gruppo girare in macchina di notte ed esibirsi.